# 近衛聲明
近衞聲明為二戰前日本內閣總理大臣近衞文麿於中國抗日戰爭前期對國際情勢發表的三次外交聲明，對於日本用兵的目的做出外交描述與要求。國民政府斥責這些文件是為了美化全面侵華的動機。
為了掩蓋日軍的侵略意圖，大致上是日本方面考慮爭取中國百姓社稷福利，所以投入的特等軍事行動，將不要求中方支付預算，而日本也改為強調無意滅亡中國，仍然將會尊重中國主權與維持經濟援助中國等，日本並主張国民政府已經是反日與滅絕人類的「殘酷政府」，不再與之談判，實際目的是以此呼籲中國方面的投降派出來組建新政府，以表現得像是中日兩國友誼聯合，共建所謂的东亚新秩序勢力範圍的政治規劃。侵华战争时期日本档案中明确记载和分类了三次近卫声明：
- 1937年12月，日军占领南京。随后的1938年1月，日本政府发表声明，宣布“今后不将国民政府视为談判对手”，这被称为第一次近卫声明。
- 随着日军先后攻陷广州和武汉，日本政府再次发表声明，提出建设“东亚新秩序”的构想，这被视为第二次近卫声明。
- 当汪精卫逃离当时的战时首都重庆后，首相近卫文麿向公众公布了日本对中国的合作概要，包含經濟援助、西方租界地歸還中國等，这便是第三次近卫声明。

最终，重庆国民政府不接受这些声明。不過日本方面還是成功讓汪精卫一派脱离重庆国民政府，在日本治下的上海自行组建新的「中華民國」，組建該政權的中央政府。美国、英国和法国认为宣言违反了《九国条约》，拒绝承认汪精卫政府为中国合法政府，并且拒绝认可日本與汪精卫的中華民國共建所謂的“东亚新秩序”。

## 背景
1937年七七事变爆发后，日本原计划在占领华北之后进一步攻占上海，以此迫使国民政府就范，停止战斗并进行谈判。11月的布鲁塞尔会议期间，日本透过德国向国民政府提出和谈条件，但蒋介石要求恢复到卢沟桥事变以前的形势，故而拒绝了和谈要求。布鲁塞尔会议中，英国、法国、美国采取对日绥靖政策，德国、日本则施压国民政府，指出战争会令中国政府解体。12月2日，蒋介石在南京召开高级将领会议，随后对德国驻华大使陶德曼表明愿意接受德国调停。

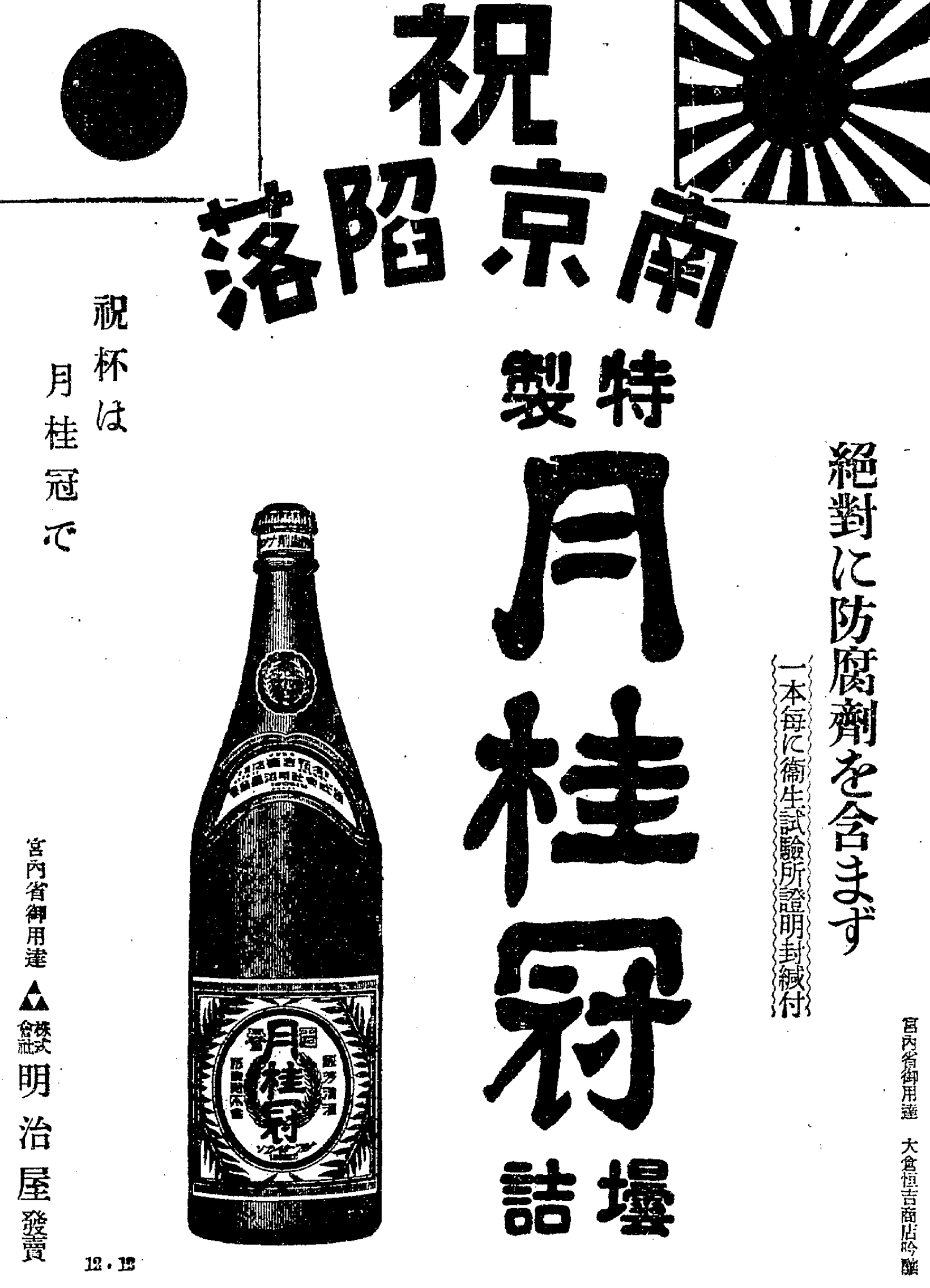
日本庆祝南京沦陷的广告

在陶德曼调停的同时，日军则继续向南京进军，希望通过占领南京迫使国民政府投降。12月13日，日军攻占南京，随后发生南京大屠杀。攻占南京后，日本提高了和谈的条件。12月14日，日本首相近卫文麿发表公开声明，指出蒋介石已经失去了北京、天津、上海、南京，指出日本将会与取代蒋介石的新政权谈判。随后召集文官和军部的联席会议，商讨对华和平条款，其中要求中国承认满洲国，并允许日本在华北和内蒙成立亲日政权，这些要求通过德國駐華大使陶德曼转达至国民政府。12月21日，日本内阁追加四项和谈条件，一即中国政府需要停止反对日本、反对满洲国、联合共产党的政策，需要和日本和满洲国一同反共，二即在中国必要区域设立非军事区和特殊政权，三即中国、日本、满洲国需要签订密切经济合作协议，四即中国需要赔付日本所要求之赔偿。
国民政府失守南京后，日本认定蒋介石的政府即将垮台。然而，对于国民政府而言，南京失守并不是绝对的惨败，守卫南京的目的是为了给先前撤退的部队有修整机会，并将日军引入中国内陆。与此同时，中国和苏联的关系日益密切，大量苏联的飞机和飞行员抵达中国，到1937年底已经有450名苏联飞行员在中国参与战争。在南京沦陷后，蒋介石致电斯大林，要求苏联参战，但斯大林指出苏联参战会导致国际舆论同情日本，故而拒绝了蒋介石的请求。世界上的其他国家因担心与日本关系恶化，均不愿意提供援助，到1941年德国入侵苏联前，总共向中国提供了904架飞机、1516辆卡车、1140门大炮、9720挺机枪、50000支步枪、31600枚炸弹等。

## 经过

### 第一次近衞聲明

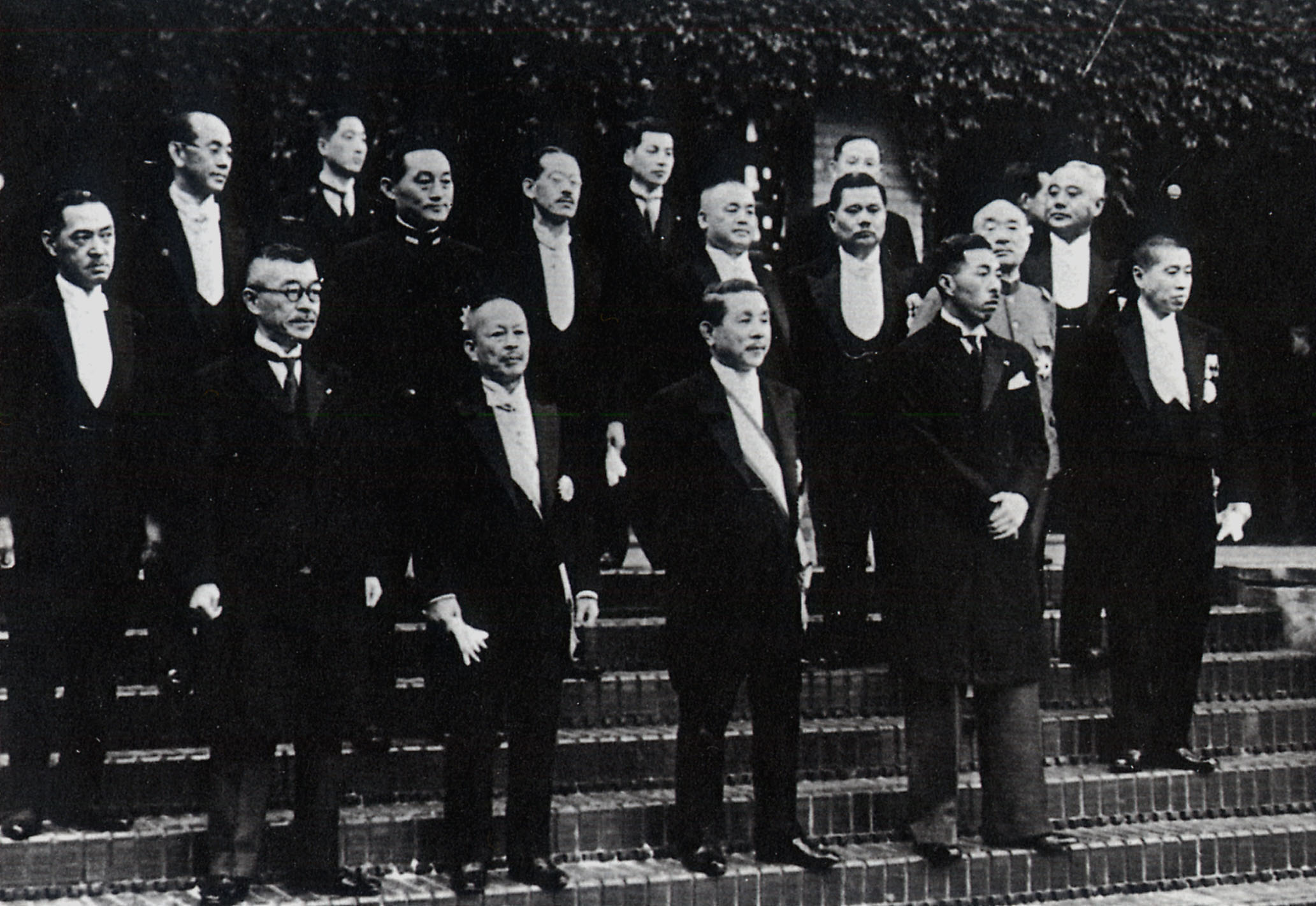
第一届近卫内阁

攻占南京后，日本政府高层对如何处置中国问题产生了分歧，陆军参谋次长多田骏认为应当继续与中国的谈判，但内阁中的大多数成员，包括外交大臣和陆军及海军大臣，都并不认可这样的想法。南京沦陷后，国民政府依然没有接受日方的条件。陶德曼调停的失败对日本造成重大影响，日本对华战争即展现出长期化趋势，日本在控制战争进程上明显处于被动。日本政府面临的选择有：
1. 持续扩大战争范围，以武力迫使中国屈服，但这将导致日本的军事和经济资源进一步消耗。
2. 寻找并支持中国的替代政权，以此作为与中国和解的桥梁，从而绕过国民政府进行谈判。
3. 探索与国民政府进行间接或直接的和平谈判，尽管之前的尝试失败了，但仍可能寻求新的谈判机会。

然而，日军在南京实施屠杀之政策并没有令中国政府和军民屈服。:3871月2日，蒋介石在日记里指：“日方提出的条件等于征服与灭亡我国，与其屈服而亡，不如战败而亡之为愈”故而选择拒绝谈判，继续抗日。1938年1月11日，日本召开御前会议，日本首相近卫文麿、陆军参谋长闲院宫、海军军令部部长伏见宫等人参与，以调整对中国的政策。:387日本政府以国民政府拖延时间、缺乏诚意为由，决定停止陶德曼調停。在当天的御前会议上，日本政府认为中国将采取长期抗战策略，因此决定采取双管齐下的策略：
- 若国民政府不寻求和平，则日本将不再将其视为可行的谈判对象，转而支持希望通过事变解决问题的新兴政权，并与之调整关系，同时消灭或纳入现有中央政府。
- 若国民政府寻求和解，则要求其放弃抗日，与日本共同反共，并在经济上实现合作，包括要求国民政府承认“满洲国”，允许日军在内蒙古、华北、华中驻军，以及上海共治等条件。

1938年1月13日，国民政府外交部长王宠惠对德国表示，需要进一步了解日本追加的和谈条件之性质和内容，以便做出决策。1月15日是日本设定的中方接受和谈条件的截止日期，但中国并未作出回应。基于御前会议的决策，日本政府于1月16日发表声明，表明将不再视国民政府为对手，期待与日本真诚合作的新兴中国政权的成立，并与之调整两国关系。这就是所谓的第一次近卫声明，通过这一声明，日本政府主动结束了陶德曼的调停尝试。

### 第二次近衞聲明

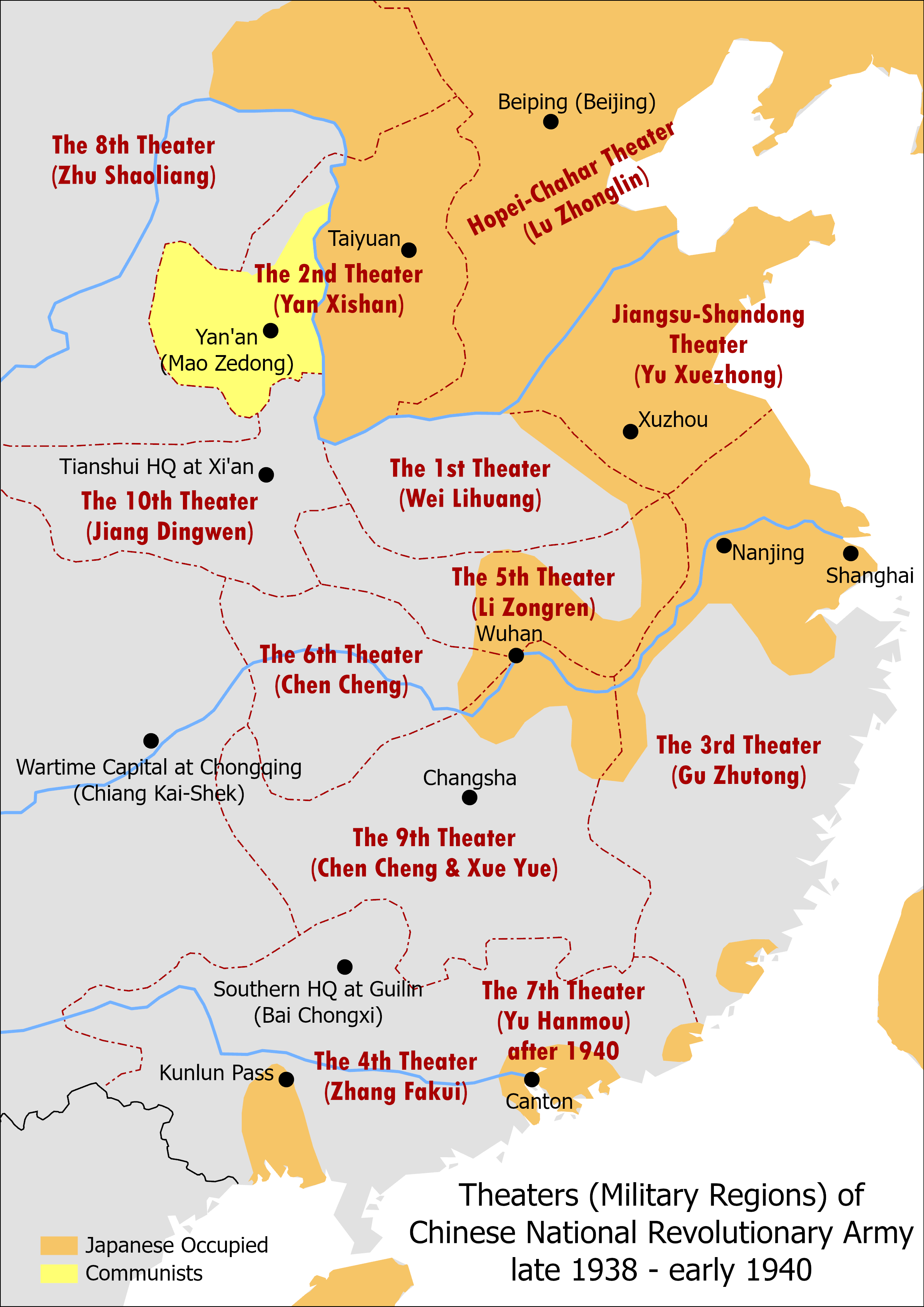
1938年底到1940年战场态势

根据1月11日御前会议的内容，日本开始在中国建立傀儡政权。3月，在南京成立中华民国维新政府。5月，近卫文麿改组内阁，由宇垣一成出任外相，池田成彬出任财相。5月底，中国外交部长张群向其旧交宇垣一成发去贺电，并提出和谈试探，表示其本人和汪精卫可以谈判。6月23日，孔祥熙的代表，其机要秘书乔辅三，前往香港与日本领事中村丰一接触，表示蒋介石内心希望和平，但出于立场无法说出口，并认为应当请英国、美国居中调停。6月27日，英国外交副大臣巴特勒在英国议会下议院发表演说，表示在中日双方同意的前提下，英国愿意居中调停。
7月8日，日本五相会议通过决议，要求中国现政府投降时，应当如同1月的声明一般将其整合并入新兴的中国政权中，为此追加谈判条件，即中国政府必须改组与重命名，合并入或者新建一新的国民政府，并要求蒋介石必须下台。7月15日，乔辅三在汉口与蒋介石、孔祥熙密谈，于7月18日提出蒋介石的和谈条件，即中国政府停止反日、中国签订日满华三国条约间接承认满洲国、中国承认内蒙自治、中国不承认华北自治但可以共同开发、非武装区待日本提出具体要求后讨论、加入防共协议尚待研究、中国政府无力赔偿战争赔款。孔祥熙对日本表示，蒋介石准备放弃武汉，并希望武汉失守前落实和谈，否则之后难以和谈。
1938年10月，日军攻占武汉和广州。为设法与重庆国民政府展开谈判，发布第二次近衞聲明，指出如果国民政府愿意放弃抗日政策，参与建设东亚新秩序，则日本政府不会拒绝其和谈，以缓和第一次近卫声明时的强硬态度。声明指出，日中战争的目标是为了“创建保障东亚长久稳定的新秩序”，首次提出了东亚新秩序的概念。这一新秩序挑战了当时的华盛顿体系即所谓的“旧秩序”，同时呼吁日本、满洲国、中国三方合作。

### 第三次近衞聲明
第一次近卫声明后，陆军的影佐祯昭、今井武夫等人主动接近汪精卫，以进行和平谈判。第二次近卫声明之后，日本陆军继续和谈，主要在上海举行，被称为“重光堂会谈”，中方代表为高宗武、梅思平，日方代表为影佐祯昭、今井武夫等。11月20日，双方达成了“重光堂协定”，涉及“善邻友好、共同防共、经济提携”三项内容，并向日本政府和汪精卫报告。该协定是第二次近卫声明的实际执行，随后日本政府在11月30日的御前会议上，决定了《调整日中新关系的方针》，使之成为国策，方针之下有三个原则，也被称为“近卫三原则”：
1. 善邻友好原则的事项
2. 共同防卫原则的事项
3. 经济合作的事项

12月20日，汪精卫响应第二次近卫声明，脱离重庆政府，抵达河内。12月22日，近衞內閣發表第三次近衞聲明，说明日本出兵无意侵占中国领土，无意要求中国赔偿军费，仅要求中国分担建设东亚新秩序之责任，并对中国建设东亚新秩序之行动进行保证。声明中还指出，日本将会尊重中国主权与独立，将考虑取消领事裁判权，交还租界。
1938年12月26日，蒋介石在国民党纪念周发表讲话，针对第三次近卫声明进行了批评。他通过分析近卫声明的三项原则，并将其与之前的广田三原则进行对比，指出近卫三原则的侵略性质更加严重。蒋介石认为，第三次近卫声明不仅显示了日本由大陆扩张转向海洋扩张的策略，也从北进政策转变为南进政策，表明日本的侵略计划不仅针对中国，还意图破坏国际秩序、独霸东亚并排除欧美势力。他强调，日本已经将其长期以来隐藏的野心和计划公之于众。

## 影响

### 中国

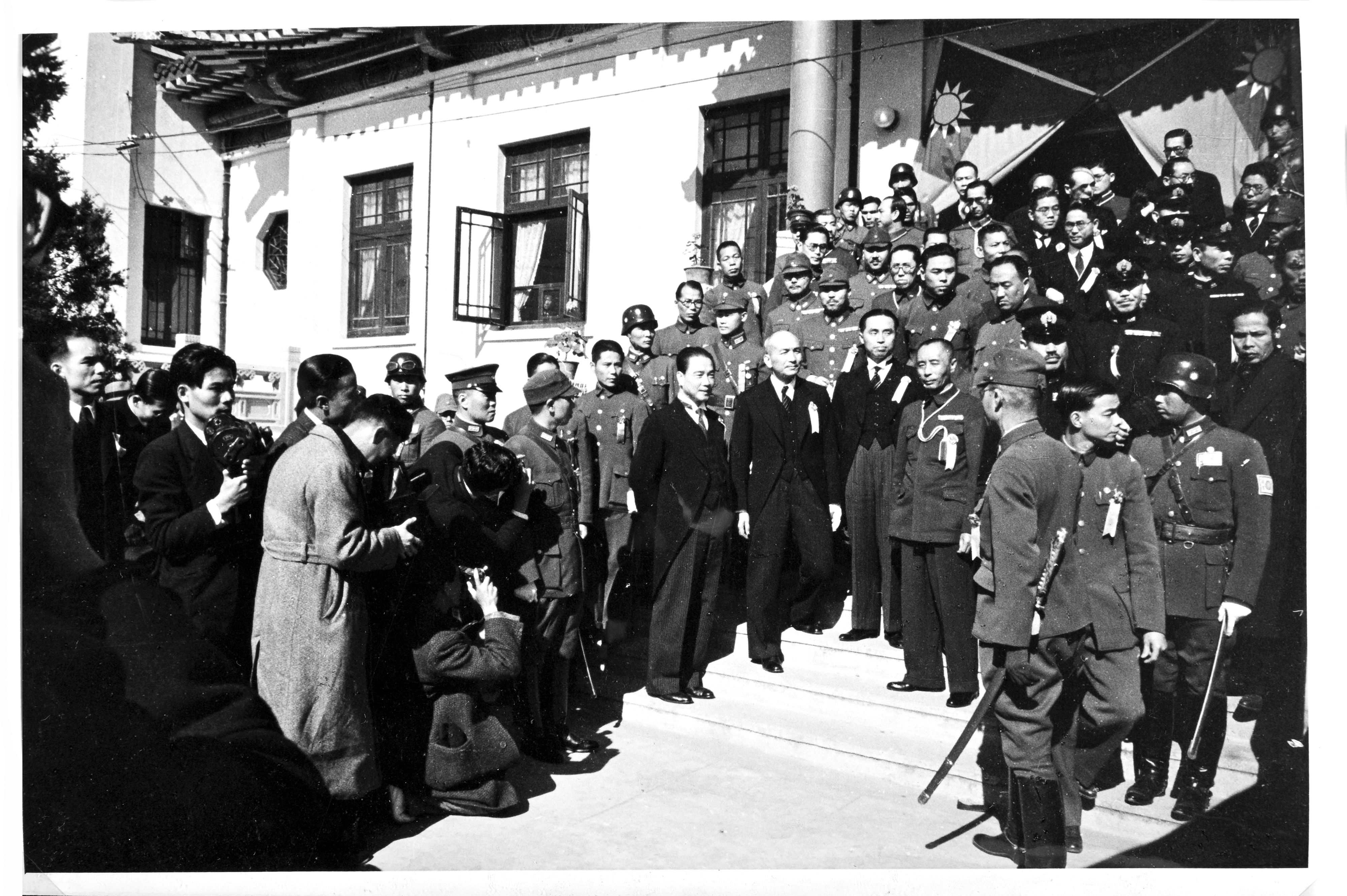
汪精衛國民政府

1938年12月29日，汪精卫在河内发出电报给国民党总裁蒋介石及中央执监委员，支持近卫第三次声明，并呼吁国民政府根据“近卫三原则”与日本政府交流诚意，恢复和平。此电报后来被称为“艳电”，是汪精卫公开转向日本的标志。12月31日，电报通过中央社名义在香港《南华日报》上发表。与此同时，蒋介石在12月26日的讲话中严厉批评了近卫声明，两者形成鲜明对比。1939年1月1日，国民党开除汪精卫党籍并解除其所有职务，指出汪的行为违反党纪，危害国家，且全国民众不能接受。此举标志着中国对“近卫三原则”的拒绝态度完全明确。
1939年6月，日本决定支持汪精卫成立“中国新中央政府”，要求其接受“近卫三原则”。汪精卫7月在上海发表广播，支持这一原则，日本将此视为和平工作的开始。11月，日本与汪精卫在上海进行密谈，确认并细化“近卫三原则”，形成《汪日密约》。1940年3月，伪国民政府成立，发布《还都宣言》和《国民政府政纲》，正式接受“近卫三原则”。11月，签订《日华基本关系条约》和发表《日满华共同宣言》，将“近卫三原则”固定为日本侵华政策的一部分。

### 日本
1940年2月2日，立宪民政党的斋藤隆夫在帝国议会众议院上发表质询演说。演说中，斋藤隆夫批判了1938年底所做的《近卫声明》，并称之为欺诈，并对汪精卫政府的治理能力表示怀疑。斋藤隆夫坦率地指出宣言之伪善，因为日本灭亡中国政府的意图与日本声称的与中国建立友好睦邻关系相矛盾。虽然日本政府声称日本无意垄断中国市场，但斋藤怀疑日本正在发动一场其政策目标毫无意义的战争，并要求政府告知亚洲新秩序究竟是什么。他在国会发言后，被投票驱逐出国会。

### 英国和美国

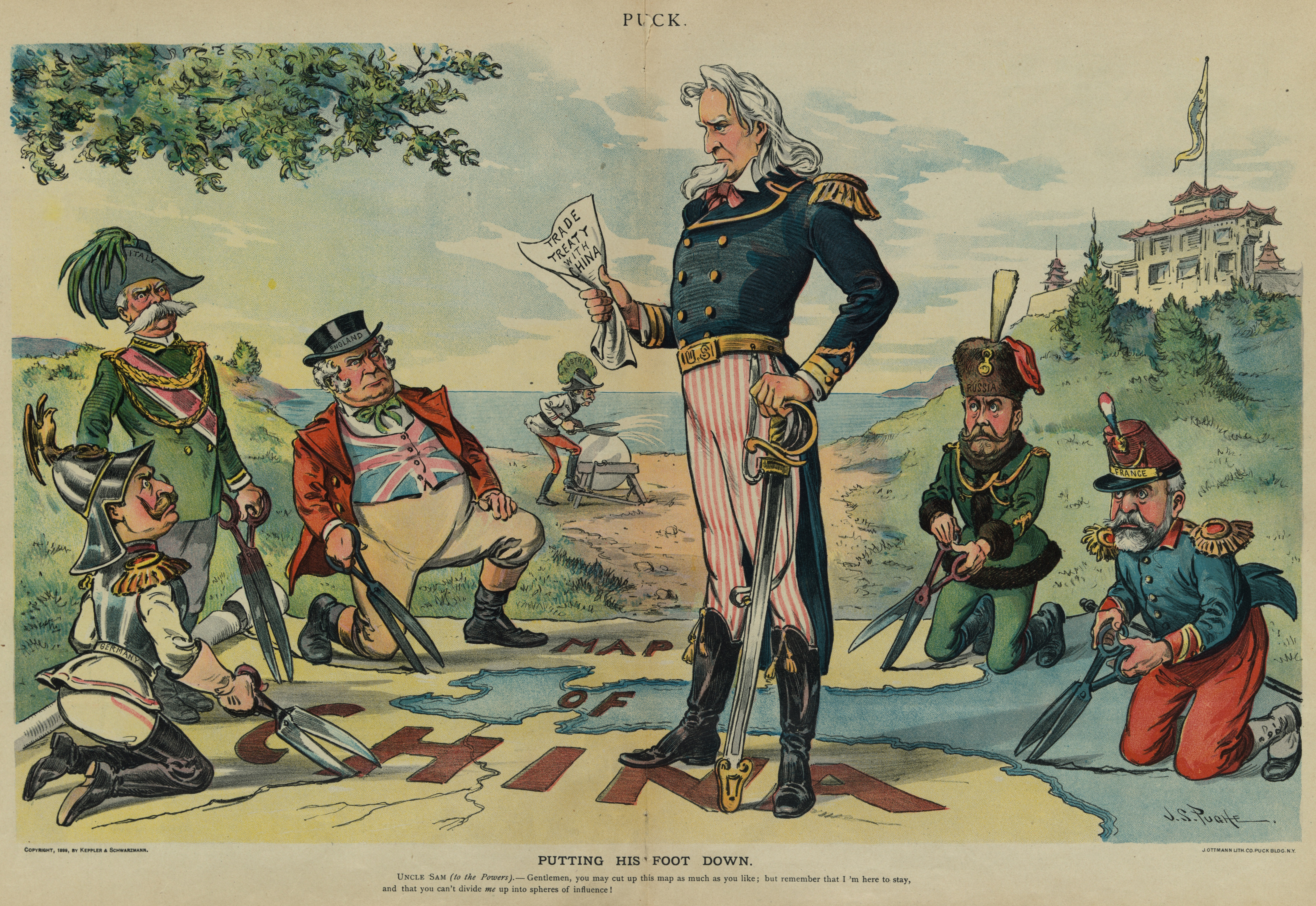
1899年美国卡通：山姆大叔要求列强采取门户开放政策，维护中国领土完整

第一次近卫声明后，日本外相宇垣一成亦指示与英国、美国驻日本大使就在华利益进行谈判。9月底，因为与对华强硬的陆军大臣板垣征四郎不和，外交大臣宇垣一成辞职，近卫文麿兼任外相，英国驻日大使克莱琪因此看到与日本交涉的新希望。他建议英国外交部寻求与日本的有条件合作，以解决双方间的摩擦。美国则在10月向日本提出抗议，反对其在中国的垄断行为，抗议日本破坏“门户开放”原则，这一行动改变了英日交涉的局势。英国外交部认为，应谨慎观望美国的行动影响，避免在与日本的交涉中表现出过多让步，以免削弱美国的立场。
第二次近卫声明体现了日本寻求建立一个排外的市场，尤其是试图将中国纳入其控制范围内的企图，违背了《九国公约》中的“门户开放”原则。英国对此高度关注，鉴于美国已经就“门户开放”向日本提出抗议，英国驻日大使克莱琪认为英国有机会跟随美国的步伐进行讨论。11月1日，张伯伦在英国议会下议院发表演说，指出日本不可能单独满足中国战后的资本需求，英国可以参与其中，引发中国驻英大使郭泰祺11月7日向英国外交部递交照会，指责英国协助日本有违《九国公约》。11月4日，美国发表声明，宣布恪守《九国公约》，英国外交部次官巴特勒于11月9日在下议院重申恪守《九国公约》，并称英国将协助中国政府和人民进行重建，而非日本。
1939年1月14日，英国向日本提出外交照会，指出英国坚守“门户开放”，不接受日本建立包括中国在内的经济集团的企图，不会接受对《九国公约》地位的单方面改变，不会承认日本通过武力制造的既成事实。1月25日，英国外相哈利法克斯子爵向日本驻英大使重光葵指出，日本在中国是“毋庸置疑的侵略”，英国决不可能牺牲中国的利益与日本达成妥协。美国、法国亦提出外交照会，表明不会承认“东亚新秩序”。1939年7月，美国废除《美日友好通商航海条约》，11月修改中立法，取消对交战国约束性的武器禁运。1940年3月，美国宣布不承认汪精卫政权。